# Uwe Rosenberg

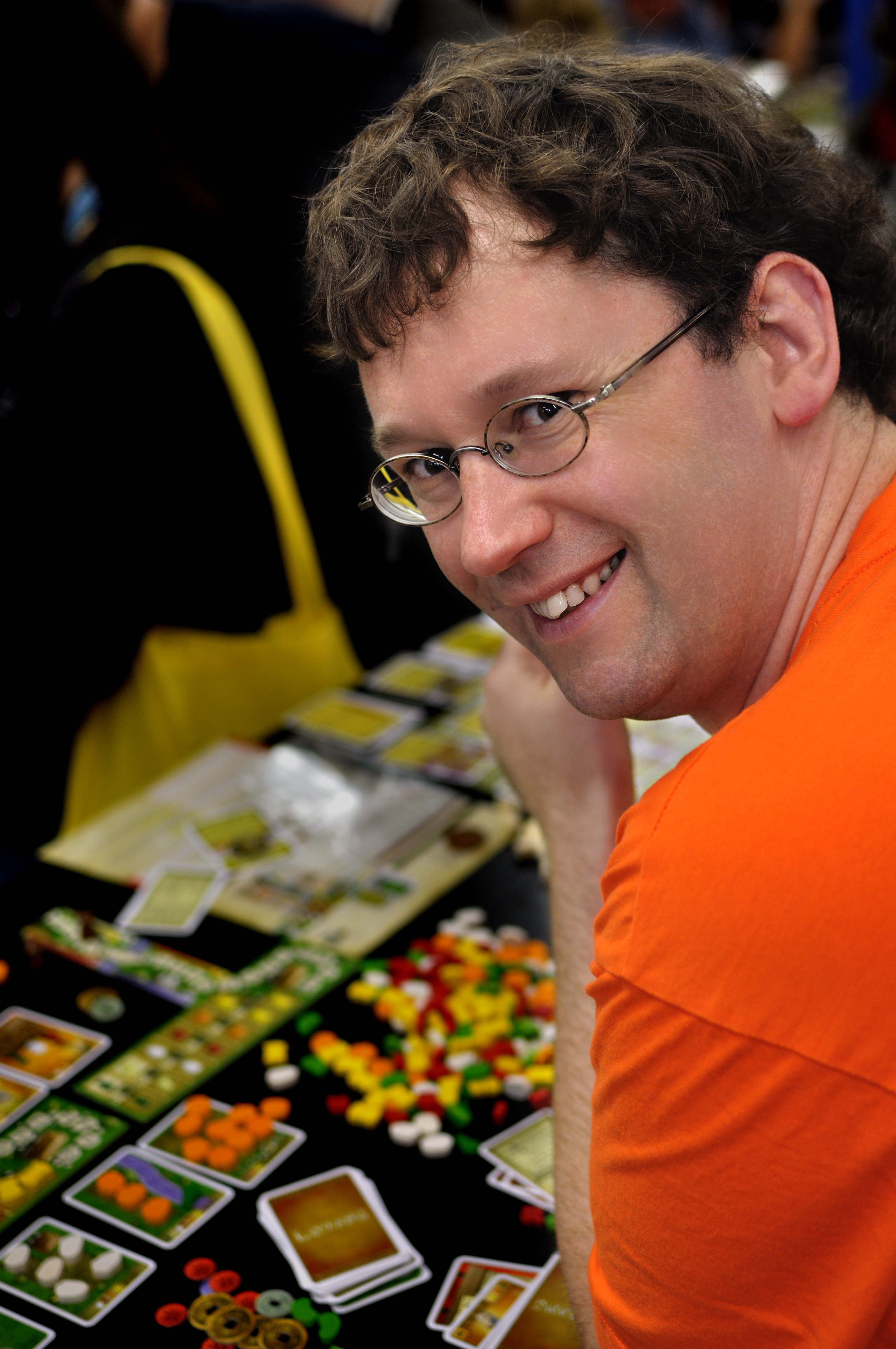
Uwe Rosenberg auf der Spiel 09 in Essen

Uwe Rosenberg (* 27. März 1970 in Aurich/Ostfriesland) ist ein deutscher Spieleautor und Statistiker. Bekannt geworden ist er vor allem durch das Kartenspiel Bohnanza, welches auch in anderen Ländern wie den Niederlanden und den USA sehr erfolgreich ist. Sein größter Erfolg als Spieleautor ist der Gewinn des Deutschen Spielepreises 2008 mit dem Spiel Agricola.

## Leben und Karriere
Rosenberg begann bereits während der Schülerzeit, sich mit der Entwicklung und den Mechanismen von Spielen zu beschäftigen. In dieser Zeit veröffentlichte er einige Postspiele. Die Veröffentlichung seines bekanntesten Spiels, Bohnanza bei Amigo, fällt in seine Studentenzeit. Seit Abschluss seines Statistik-Studiums (Thema der Diplomarbeit: Wahrscheinlichkeitsverteilungen beim Memory) in Dortmund widmet er sich hauptberuflich der Entwicklung von Spielen.
In den 1990er-Jahren erlernte Rosenberg das Spielehandwerk, indem er Spiele nicht nur erfand, sondern auch regelmäßig an Spieleturnieren teilnahm. Mit seinem Team kam er bei der Deutschen Mannschaftsmeisterschaft im Brettspiel in unterschiedlichen Jahren auf den 4., 5. und 6. Platz.
Im Jahr 2000 gründete er mit anderen Autoren den Kleinverlag Lookout Games. Hier wurden unter anderem diverse Erweiterungen zu Bohnanza veröffentlicht, teilweise in Zusammenarbeit mit Hanno Girke. Größere Projekte werden jedoch weiterhin bei anderen Verlagen, z. B. Amigo, Pegasus und Kosmos, veröffentlicht.

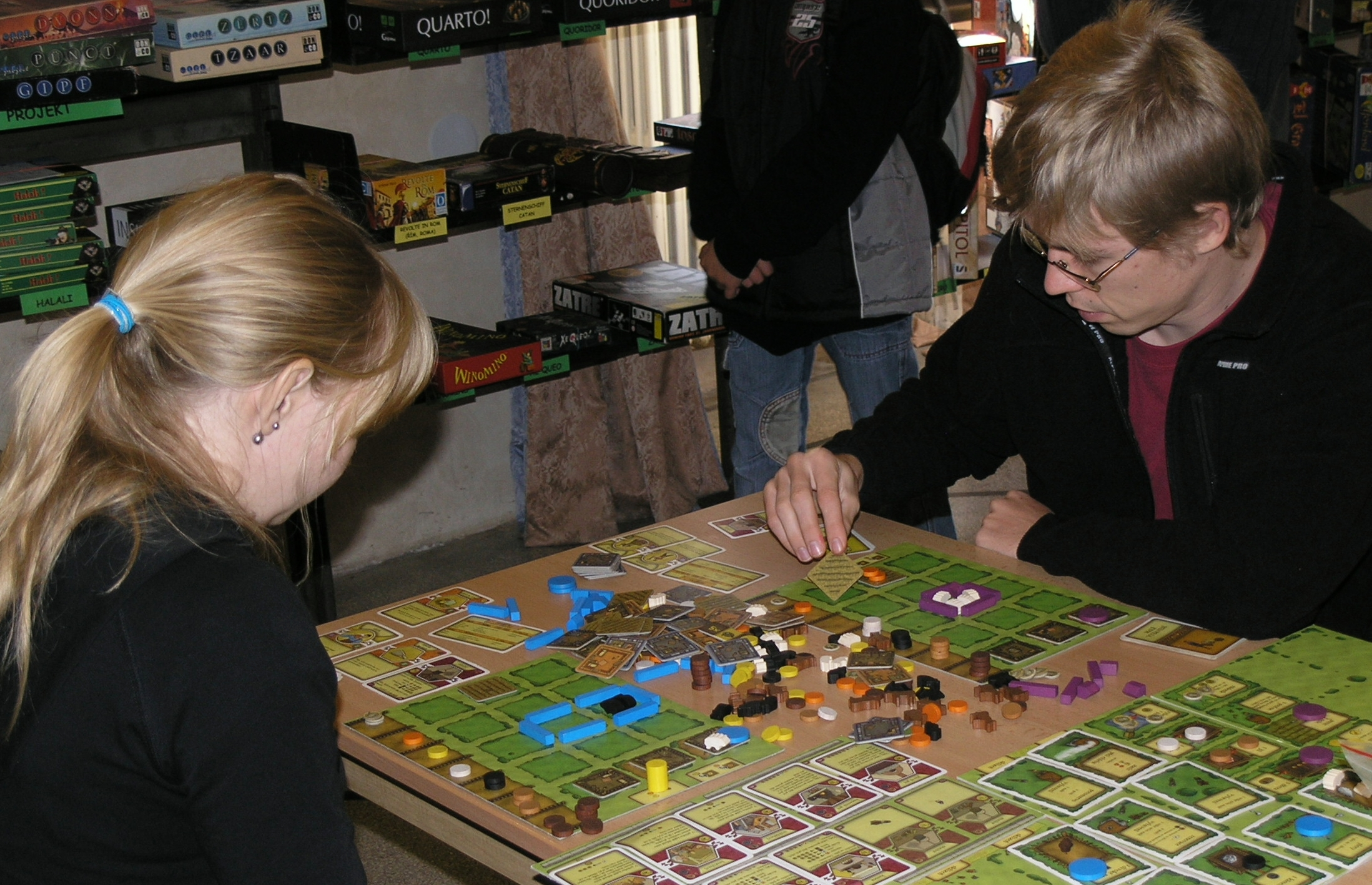
Spieler mit dem Spiel Agricola

Rosenberg hat sich vor allem durch die Entwicklung innovativer Kartenspielmechanismen einen Namen gemacht. Ein weiterer Schwerpunkt seines Schaffens sind rechercheintensive Spiele, die skurrile Ereignisse aus der Vergangenheit thematisieren, und Spiele, die sich mit Frauen- und Männerklischees beschäftigen. Seit 2005 konzentriert er sich auf komplexe Aufbauspiele mit Wirtschaftsthematik: Sein erstes, Agricola, ist im Oktober 2007 erschienen und wurde bis 2017 etwa 400.000 mal verkauft. Als zweites Spiel in dieser Reihe ist im Oktober 2008 Le Havre veröffentlicht worden. Mit seinem dritten Spiel Vor den Toren von Loyang machte Rosenberg im Oktober 2009 seine Erntezeit-Trilogie komplett. 2011 knüpfte er mit dem Klosterspiel Ora et Labora an dem Erfolg von Le Havre an. Seit 2012 ist er mit einem Kleinverlag, Feuerland, wieder verlegerisch tätig: Das Erstlingswerk Terra Mystica gewann den Deutschen Spielepreis 2013.
2016 wirkte er erneut an der Gründung eines Kleinverlages mit: die Edition Spielwiese. Hier stammte das Erstlingswerk, Cottage Garden, aus seiner Feder. Zudem veröffentlichte er 2014 unter anderen das Zwei-Personen-Spiel Arler Erde, das im ostfriesischen Heimatdorf seines Vaters, Arle, angesiedelt ist, sowie 2016 Ein Fest für Odin. 2021 wurde er in die Hall of Fame des Origins Award aufgenommen.
Rosenberg ist verheiratet und hat eine Tochter und drei Söhne. Er lebt und arbeitet in Gütersloh. Bis Ende 2011 unterhielt er ein Atelier in Dortmund.

## Ludographie

### Postspiele
- Athletics (1987)
- Ein Satz (1988)
- Basketball (1989)

### Brett- und Kartenspiele
- Marlowe, Salagames (1993)
- Times, Salagames (1993)/Fun Connection (1994)
- Lifetime, Amigo (1996)
- Bohnanza, Amigo (1997 und 2007 Sonderausgabe in Blechschachtel)
- Schnäppchenjagd, Queen Games (1998)
- Klunker, Hans im Glück (1999)/Lookout Games (2005)
- Komme Gleich, ASS (1999)
- Mamma Mia!, Abacusspiele (1999)
- Babel, mit Hagen Dorgathen, Kosmos (2000)
- Titus, Adlung-Spiele (2000)
- Bali, Kosmos (2001)
- Limits, Amigo (2001)
- Bohn Hansa, Amigo (2003)
- Yellowstone Park, Amigo (2003)
- Frauen & Männer, Kosmos (2005)
- Nottingham, Abacusspiele (2006) und Ueberplay (USA 2007)
- Agricola, Lookout Games (2007; Überarbeitete Neuausgabe und verschlankte Familienspielversion 2016)
  - Agricola – Die Moorbauern, Lookout Games (2009; Überarbeitete Neuausgabe 2018)
- Kennen Sie Di?, Kosmos (2008)
- Le Havre, Lookout Games (2008)
- Vor den Toren von Loyang, Hall Games (2009)
- Merkator, Lookout Games (2010)
- Ora et Labora, Lookout Games (2011)
- Würfel-Bohnanza, Amigo (2012)
- Farmerama – Das Brettspiel, Ravensburger (2012)
- Agricola – Die Bauern und das liebe Vieh, Lookout Games (2012)
  - Agricola – Mehr Ställe für das liebe Vieh, Lookout Games (2012)
  - Agricola – Noch mehr Ställe für das liebe Vieh, Lookout Games (2013)
- Le Havre – Der Binnenhafen, Lookout Games (2012)
- Caverna – Die Höhlenbauern, Lookout Games (2013)[8]
- Die Glasstraße, Feuerland-Spiele (2013)
- Arler Erde, Feuerland-Spiele (2014)
- Patchwork, Lookout Games (2014)
- Hengist, Lookout Games (2015)
- Bohnanza: Das Duell, Amigo (2016)
- Ein Fest für Odin, Feuerland (2016)
- Cottage Garden, Edition Spielwiese/Pegasus (2016)
- Caverna – Höhle Gegen Höhle, Lookout Games (2017)
  - Caverna – Höhle Gegen Höhle – Epoche II, Lookout Games (2018)
- Nusfjord, Lookout Games (2017)
- Indian Summer, Edition Spielwiese/Pegasus (2017)
- Spring Meadow, Edition Spielwiese/Pegasus (2018)
- Reykholt, Frosted Games (2018)
- Patchwork Doodle, Lookout Games (2019)
- Nova Luna, Edition Spielwiese/Pegasus (2019)
- Hallertau, Lookout Games (2020)
- New York Zoo, Feuerland Spiele (2020)
- Sagani, Skellig Games (2020)
- Tulpenfieber, Amigo (2021)
- Armonia, Skellig Games (2021)
- Framework, Edition Spielwiese/Pegasus (2022)
- Atiwa, Lookout Games (2022)
- Applejack, Game Builders (2022)
- Oranienburger Kanal, Spielworxx (2023)
- Tangram City, Huch! (2023)

## Bücher
- Das Bohnanza-Fanbuch, Amigo (2007)
- Das große Bohnanza-Buch, mit Björn Pertoft und Christian Matzerath, Subito (2007)

## Auszeichnungen
- Bohnanza kam auf die Auswahlliste 1997 beim Spiel des Jahres und erhielt den Kartenspielpreis À la carte der Spielezeitschrift Fairplay. Bei der Wahl zum Deutschen Spielepreis 1997 belegte es den 5. Platz.
- Die Spiele Mamma Mia und Babel wurden ebenfalls auf die Auswahlliste ihrer Erscheinungsjahrgänge gesetzt und belegten beim Kartenspielpreis der Fairplay jeweils den zweiten Platz. Nottingham erreichte bei dieser Wahl zum besten Kartenspiel des jeweiligen Jahrgangs einen dritten, Schnäppchenjagd einen vierten und Space Beans einen fünften Platz.
- Agricola wurde auf der Internetseite Hall9000.de zum besten Spiel des Jahres 2007 gewählt und von der Jury Spiel des Jahres mit dem „Sonderpreis Komplexes Spiel“ 2008 ausgezeichnet.[9] Es hat 2008 außerdem den Deutschen Spielepreis gewonnen, ist mit dem International Gamers Award ausgezeichnet worden und wurde von den Nutzern der Internetseite Boardgamegeek zum „Game of the Year“ und zum Sieger in der Kategorie „Gamer's Game“ gewählt. Weitere Preise gab es in Portugal (J.U.G. 2008, Jogo do Ano 2009), Tschechien (Hra roku 2008), Spanien (Juego del Año en España 2008), Frankreich (Tric Trac d’Or 2008, As d’Or 2009), Polen (Gra Roku 2009) und den Niederlanden (Nederlandse Spellenprijs 2009). Bei der Vergabe der wichtigsten österreichischen Spielepreise wurde Agricola 2008 mit dem Preis Spiele Hit für Experten geehrt.
- Le Havre wurde auf der Internetseite Hall9000.de zum besten großen Spiel des Jahres 2008 gewählt. Es hat 2009 bei der Wahl zum Deutschen Spielepreis den 2. Platz belegt und ist wie Agricola im Vorjahr mit dem International Gamers Award ausgezeichnet worden. Bei der Wahl zum Game of the Year 2010 wurde es vom renommierten Games Magazine in der Kategorie „Advanced Strategy Game“ ausgezeichnet.
- Vor den Toren von Loyang wurde auf der Internetseite Hall9000.de zum besten großen Spiel des Jahres 2009 gewählt. Im Jahre 2010 wurde es mit der Essener Feder für die beste Spielregel des Spielejahrgangs 2009/10 geehrt.
- Ora et Labora wurde 2012 von der Jury 'Spiel des Jahres' bei der Wahl zum Kennerspiel des Jahres als eines der besten Spiele empfohlen. Es wurde Spiel des Jahres in Portugal (Jogo do Ano 2012).
- Agricola – Die Bauern und das liebe Vieh ist 2012 mit dem International Gamers Award in der Kategorie Zweipersonenspiele ausgezeichnet worden.
- Le Havre – Der Binnenhafen ist 2013 mit dem International Gamers Award in der Kategorie Zweipersonenspiele ausgezeichnet worden.
- Patchwork wurde 2015 von der Jury 'Spiel des Jahres' bei der Wahl zum Spiel des Jahres als eines der besten Spiele empfohlen.
- Arler Erde wurde 2015 von der Jury 'Spiel des Jahres' bei der Wahl zum Kennerspiel des Jahres als eines der besten Spiele empfohlen.
- Ein Fest für Odin kam beim Deutschen Spielepreis 2017 auf den dritten Platz.[10]
- Nova Luna wurde 2020 von der Jury 'Spiel des Jahres' für den Hauptpreis nominiert.